# Аїн

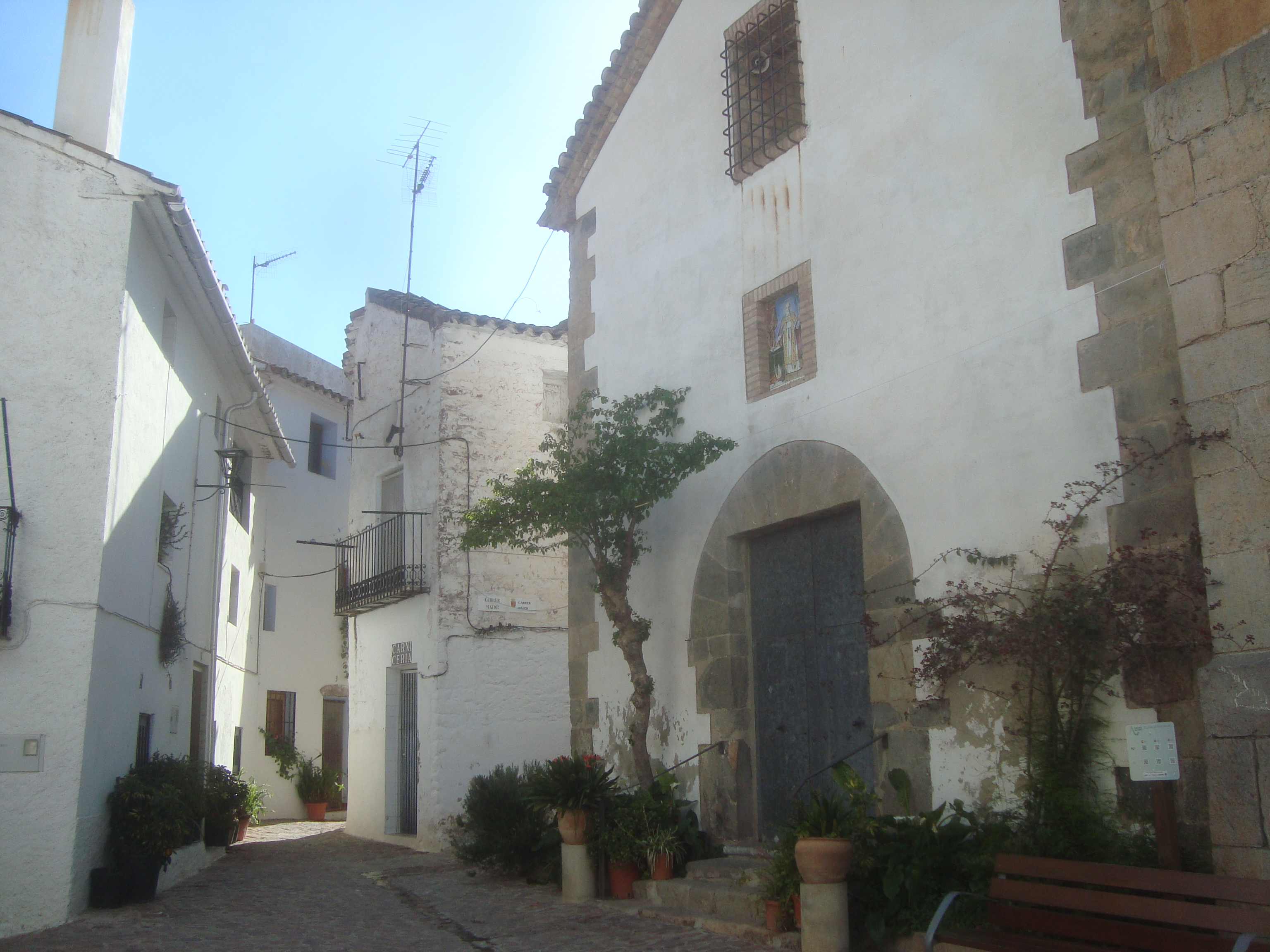
Аїн (валенс. Aín (офіційна назва), Ahín).

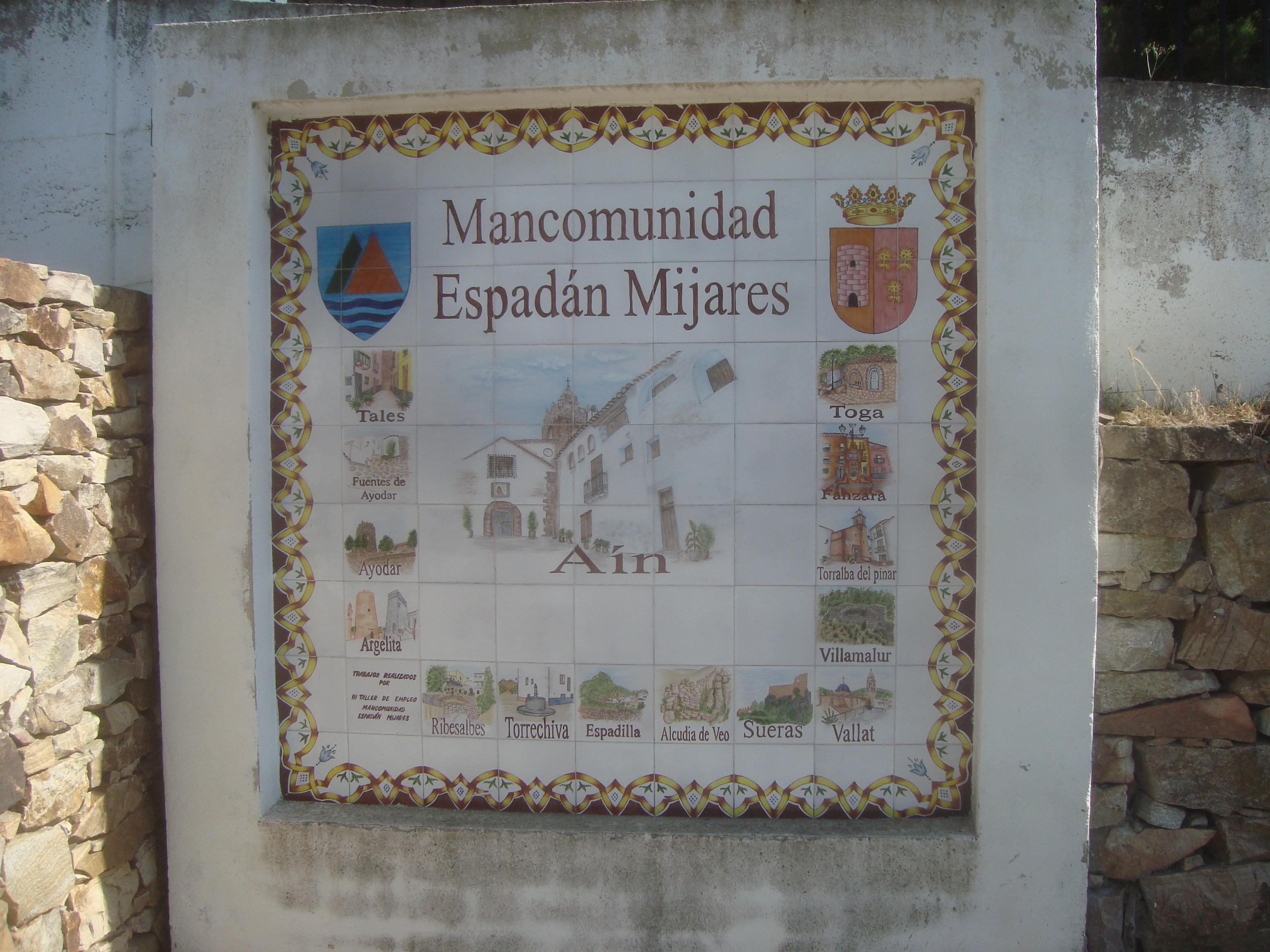
Аїн (валенс. Aín (офіційна назва), Ahín).

Аїн (валенс. Aín (офіційна назва), ісп. Ahín) — муніципалітет в Іспанії, у складі автономної спільноти Валенсія, у провінції Кастельйон. Населення — 140 осіб (2010).

## Географія
Муніципалітет розташований на відстані близько 290 км на схід від Мадрида, 26 км на захід від міста Кастельйон-де-ла-Плана.

## Демографія
Динаміка населення (INE ):

## Галерея зображень

Розташування муніципалітету Аїн у комарці Плана-Баха
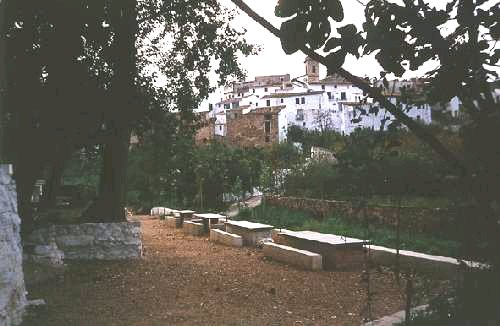
Аїн
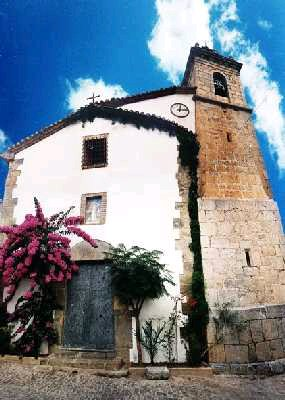
Церква Сан-Мігель
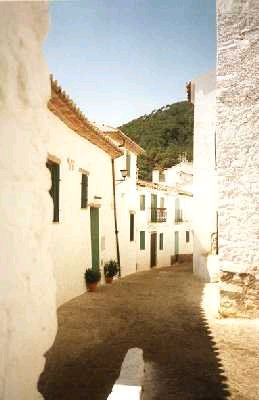
Історична частина